# Хайнрих II фон Феринген (епископ)
Хайнрих II фон Феринген (на немски: Heinrich II. von Veringen; † 9 март/11 март 1223) е княжески епископ на Щрасбург (1202 – 1223) по времето на управлението на императорите Ото IV и Фридрих II, по времето на понтификатуте на Инокентий III и Хонорий III и под закрилата на Зигфрид II фон Епщайн, архиепископът на Майнц.

## Живот
Той е син на граф Манеголд I фон Феринген († сл. 3 май 1186), граф на Феринген в днешен Баден-Вюртемберг. Брат е на Волфрад I фон Феринген († сл. 1216), Улрих и Манеголд. Сестра му Вилибирг фон Феринген († сл. 1169) е омъжена пр. 10 март 1169 г. за Рудолф I фон Фац († 1194/1200).
Хайнрих фон Феринген е от 1181 г. кустос на катедралния капител и от 1202 г. катедрален пропст на църквата „Св. Томас“ в Щрасбург. Той е избран 1202 г. за епископ на Щрасбург и помазан едва през 1207 г.
В началото той е на страната на Ото IV от род Велфи. През 1214 г. Хайнрих се присъединява към Фридрих II фон Хоенщауфен. През 1220 г. той се разбира с жителите на Щрасбург за техните искания.
През 1209 г. той присъства във Франкфурт при годежа на крал Ото IV с Беатрикс фон Хоенщауфен, единадесетгодишната дъщеря на Филип Швабски. Той придружава Ото до Рим и е свидетел на 5 октомври 1209 г. при короноването му за император.
Епископ Хайнрих умира на 9/11 март 1223 г. и е погребан в катедралата на Щрасбург.